# Ptochomyza asparagivora
Ptochomyza asparagivora är en tvåvingeart som beskrevs av Spencer 1964. Ptochomyza asparagivora ingår i släktet Ptochomyza och familjen minerarflugor. Inga underarter finns listade i Catalogue of Life.